# 秘密情報部
秘密情報部（ひみつじょうほうぶ、英語：Secret Intelligence Service、SIS）は、イギリスの情報機関の1つ。MI6の通称が広く知られている。国外の政治・経済およびその他秘密情報の収集・情報工作を任務としている。

## 名称
第一次世界大戦以前にはイギリスの諜報活動は、複数官庁が個別に組織を設け活動していた。第一次世界大戦が勃発すると全情報を一元的に管理することになり、戦争省情報部(Directorate of Military Intelligence, DMI。直訳では「軍情報総局」)の元で各組織との連絡を担当する課の名称としてそれぞれのミリタリー・インテリジェンスの種類に応じて組織名に番号が割り振られた。第一次世界大戦中のSISはMI（c）と呼称されていたが、1930年代後半にMI6の名称が割り当てられた。他の組織には、MI1(暗号、暗号解読。後に海軍の「ルーム40」と統合され政府暗号学校を経て政府通信本部)、MI2(極東、アメリカ州、ソ連、中東、スカンディナヴィア)、MI3(東欧、バルト海沿岸諸国即ちリトアニア・ラトビア・エストニア)、MI4(地図作成)、MI5(防諜)などがある。第二次世界大戦中にMI5との連携が強化される過程でMI6の名称は広く用いられるようになった。SISでは既にMI6の名称を公的文書等では使用していないが、一般に認知されていることから、ロゴなど対外的広報では用いられている。
SISとMI6の名は報道・ノンフィクション書籍・「007シリーズ」のようなスパイ小説・映画で古くから知られていたが、イギリス政府はその存在を公式には認めておらず、最終的に1994年にようやく関連法が整備され、政府はMI6の存在を認めるに至った。日本政府は日本語の名称として秘密情報部を用いている。

## 組織と活動
国家の情報機関であるため詳細は不明な点が多いが、本部の下に「地域課」と「連絡課」が存在し、地域課で現地情報に通じた人材を育成保有して情報収集等を行い、連絡課が本部との連絡役となる。人員は2,500人で約3億ポンドの予算だとされる。
組織としては外務・英連邦・開発省の管轄であるが、外務大臣だけでなく首相と内閣府内の合同情報委員会（JIC）へも報告が行なわれ、これらの指揮を受ける関係にある。
第15代長官を務めたジョン・サワーズは公式見解として「任務は指導者に情報を提供することで、軍事工作はしない」「（007のような）殺しのライセンスは無いし、欲しくもない」と語っている。
英国政府やMI6は存在を公式には認めていないが、米CIAのSAC（特殊活動センター）に相当する準軍事組織として、「E Squadron（旧 Increment）」と呼ばれる特殊部隊をUKSFと秘密裏に共同運用している事が報道や2021年6月の英国防省特殊部隊個人データ漏洩事件、元MI6局員リチャード・トムリンソン、元SAS隊員でクリス・ライアンのペンネームで作家をしているコリン・アームストロングなどにより明らかとなる。データ漏洩事件で記載されていた名目上は"22 SAS E SQN （第22SAS連隊E中隊）"だが、隊員はUKSFのTier1部隊であるSAS、SBS、SRRから経験豊富なベテランが引き抜かれ、英国で最高機密のエリート部隊といわれる。

## 歴史
1909年3月に首相ハーバート・ヘンリー・アスキスは国家特務機関を再編することを帝国防衛委員会（現在の合同情報委員会）に勧告した。アスキスの勧告に基づいて10月1日に委員会に秘密業務局外国課（Foreign Section of the Secret Service Bureau）が創設された。設立時の責任者にはバーノン・ケル大佐とマンスフィールド・スミス＝カミング海軍大佐が任命された。後に秘密業務局外国課長も務めたスミス＝カミングはサインとしてイニシャルのCのみを用いたため、これ以後のSISの長官は皆同じようにCのサインを利用するようになった。秘密業務局には他に「国内課」（Home Section of the Secret Service Bureau）もあり、こちらが現在の保安局（MI5）である。
第二次世界大戦中の1940年にMI6によって設立されたイギリス安全保障調整局は、対ドイツ諜報活動、イギリス連邦諸国におけるイギリス支援のための世論形成など、様々な工作を行ったとされる。長官はウィリアム・スティーヴンスンで、イアン・フレミングはその部下であった。
1942年11月19日に時の部長スチュワート・メンジーズの主導でドイツの原子爆弾開発を阻止すべくフレッシュマン作戦を敢行し、失敗に終わった。
1995年に本部がランベスから現在のヴォクソールに移動した。新庁舎は警備体制が強化されており、盗聴・爆発物に対する防御が施されている。テリー・ファレル設計による、古代メソポタミアのジッグラトを想起させる外観は「テムズ川のバビロン」「レゴランド」「チャウシェスク・タワー」とも呼ばれている。2000年9月20日に真のIRAが対戦車ロケット弾をビルの8階に撃ち込んだが、損害は軽微であった。
2006年4月27日に国際テロの高まりを受けた人員増強の必要性から多様な人材を確保するため、1909年の創設以来初めて新聞広告で工作員の募集を開始し、また独自のウェブサイトを立ち上げた。近年ではMI6・MI5などの機関が公式ウェブサイトで新人採用まで行っている。2005年の応募資格は以下の通りである。
- 父母どちらかがイギリス人である。
- 21歳以上で過去10年間に5年以上イギリスに住んでいたイギリス国民である。

2013年にフランスがマリ共和国内で実施した軍事作戦（セルヴァル作戦）を支援した。
2018〜19年、MI6、CIA、DGSE、FISの共同作戦により、ヨーロッパ各地で暗躍していたGRUの29155部隊のメンバー15人を追跡し、特定した。

## 関係機関
SISに協力する機関には国防省に属する国防情報参謀部（DIS）・内務省の下に置かれる保安局（SS、MI5）がある。SISは国内組織としては、軍事情報を主に扱うDISや国内防諜情報を主に扱うSS（MI5）と協力し、国外でも西側各国の情報機関と協力して任務を実行している。
またこれら2組織や、同じ外務省に属する政府通信本部（GCHQ）・内務省の下に置かれる国家犯罪対策庁（National Criminal Agency、NCA）と共にJICを構成している。職員の出向などの人事交流も行われている。秘密情報部が運営すると考えられる乱数放送にはリンカーンシャー・ポーチャーとチェリー・ライプがある。

## 歴代長官
全員がナイトに叙され、サーの称号を受けている。また、#歴史にある通り、初代のスミス=カミングに倣い、決裁文書には本名と関係なく「C」の一文字だけを署名に使う（第10代長官カーウェンが偶然に一致していた）。
2025年6月16日に、2025年10月1日から18代目のMI6長官にブレイズ・メトレウェリが任命された。
| 代 | 名前                               | 綴り                      | 就任   | 退任   |
| -- | ---------------------------------- | ------------------------- | ------ | ------ |
| 01 | マンスフィールド・スミス＝カミング | Mansfield Smith-Cumming   | 1909年 | 1923年 |
| 02 | ヒュー・シンクレア                 | Hugh Sinclair             | 1923年 | 1939年 |
| 03 | スチュワート・メンジーズ           | Stewart Menzies           | 1939年 | 1952年 |
| 04 | ジョン・シンクレア                 | John Sinclair             | 1953年 | 1956年 |
| 05 | ディック・ホワイト                 | Dick White                | 1956年 | 1968年 |
| 06 | ジョン・オグリビー・レニー         | John Rennie (MI6 officer) | 1968年 | 1973年 |
| 07 | モーリス・オールドフィールド       | Maurice Oldfield          | 1973年 | 1978年 |
| 08 | ディック・フランクス               | Dick Franks               | 1979年 | 1982年 |
| 09 | コリン・フィギュアス               | Colin Figures             | 1982年 | 1985年 |
| 10 | クリストファー・カーウェン         | Christopher Curwen        | 1985年 | 1989年 |
| 11 | コリン・マコール                   | Colin McColl              | 1989年 | 1994年 |
| 12 | デービッド・スペディング           | David Spedding            | 1994年 | 1999年 |
| 13 | リチャード・ディアラブ             | Richard Dearlove          | 1999年 | 2004年 |
| 14 | ジョン・スカーレット               | John Scarlett             | 2004年 | 2009年 |
| 15 | ジョン・サワーズ                   | John Sawers               | 2009年 | 2014年 |
| 16 | アレックス・ヤンガー               | Alex Younger              | 2014年 | 2020年 |
| 17 | リチャード・ムーア                 | Richard Moore             | 2020年 | 現職   |

## 著名な職員
古くからイギリスはMI6などの諜報機関の存在を否定していたが、007の原作者であるイアン・フレミングは元MI6の諜報員であることを公表しており、現役時代の経験を生かした物語としてジェームズ・ボンドを産み出している。MI6での経験にもとづいてスパイ小説を書いた作家としては、他に「アシェンデン」シリーズを著したサマセット・モーム、「ハバナの男」のグレアム・グリーン、ジョージ・スマイリーを考え出したジョン・ル・カレ（MI5から移籍）などが知られている。
2010年9月21日にはクイーンズ大学（アイルランド・ベルファスト）教授で歴史学者のキース・ジェフリーによる、初めてMI6の歴史をまとめた『MI6秘録』（The Secret History of MI6）が公式に発売され、モームやグリーンの他にアーサー・ランサムなどが所属していたことなどが公式に明らかにされた。
- シドニー・ライリー
- ブルース・ロッカート（英語版）
- フレデリック・ベイリー（英語版）
- ガートルード・ベル
- トーマス・エドワード・ロレンス
- ハーバート・ジョージ・ウェルズ - SF作家。
- キム・フィルビー - KGBとの二重スパイ。

## 関連機関
- 保安局（MI5）
- 特殊作戦執行部（SOE）（en:Special Operations Executive）

## ポップカルチャーのMI6

### 映画
『007シリーズ』
主人公のジェームズ・ボンドはこの機関に所属する諜報部員という設定。

### テレビドラマ
『24 -TWENTY FOUR-』
シーズン3およびリブ・アナザー・デイの作中に登場。
『PERSON of INTEREST 犯罪予知ユニット』
シーズン1、7話にて登場するジュリアン・サンズ演じる悪役アリステア・ウェズリーは元MI6の諜報部員という設定。

### 小説
『野獣死すべし』
大藪春彦著のハードボイルド小説の主人公である伊達邦彦は、一時期、過去の犯罪をネタに半強制的にこの機関の諜報部員となる設定。

### アニメ・漫画
『ルパン三世』
ルパン三世 (2015年TVシリーズ)に登場のニクスが所属している。
『ゴルゴ13』
ベスト4のヒュームが所属している。
『名探偵コナン』
FBI捜査官として登場する赤井秀一の両親、赤井務武とメアリー・世良が所属する。劇場版名探偵コナン 純黒の悪夢では、犯罪組織「黒ずくめの組織」に潜入する諜報員のスタウトが登場する。
『DARKER THAN BLACK -黒の契約者-』
第5話より登場する最高のエージェント、ノーベンバー11およびその仲間、エイプリル、ジュライが所属する。
『エロイカより愛をこめて』
No.10「グラスターゲット」より登場した脇役、チャールズ・ロレンス、ミスター・Lが所属する。
『パタリロ!』
第1話からの主要キャラクタージャック・バンコランが所属する。
『RAISE』
第二次世界大戦の世界でアメリカ軍と協力する英国情報部として登場。単行本あとがきで大戦後に再編されるが、構成員をコードネームで呼ぶことに関しては001号ことグラハム・バーンズに「人間を番号で呼ぶようになっちゃ世も末ですよ」と言われている。新入りとして「007号（ジェームズ・ボンド）」が登場。
『憂国のモリアーティ』
主人公のウィリアム・ジェームズ・モリアーティの義兄、アルバート・ジェームズ・モリアーティが所属。指揮官"M"として活躍。

### ゲーム
『コール オブ デューティ モダン・ウォーフェア3』
『コール オブ デューティ モダン・ウォーフェアIII』